# Bythinella micherdzinskii
Bythinella micherdzinskii е вид коремоного от семейство Hydrobiidae. Видът е уязвим и сериозно застрашен от изчезване.

## Разпространение
Разпространен е в Полша.